# Cal Muntaner (Olivella)
Cal Muntaner és una obra d'Olivella (Garraf) protegida com a Bé Cultural d'Interès Local.

## Descripció
L'edifici està format per diversos cossos. El principal té estructura basilical, amb coberta a dues aigües i portal adovellat. Consta de planta baixa i pis.

## Història
Antigament coneguda com a mas Domènech, se sap que estava enrunada cap a la fi del segle xvii, quan va ser adquirida i reconstruïda per Isidre Muntaner. El 1733 va ser adquirida per la família Falç, de Sitges i a principis del segle XX per la família Camps de cal Caçador.